# Karàievo
Karàievo (en rus: Караево) és un poble de Baixkíria, a Rússia, que en el cens del 2010 tenia 85 habitants. Pertany al districte de Iermolàievo.